# Nile John
Nile Omari Mckenzie John (sinh ngày 6 tháng 3 năm 2003) là một cầu thủ bóng đá chuyên nghiệp người Anh chơi ở vị trí tiền vệ cho câu lạc bộ Tottenham Hotspur ở Premier League.

## Sự nghiệp câu lạc bộ

### Tottenham Hotspur
John có trận ra mắt chuyên nghiệp vào ngày 24 tháng 2 năm 2021 cho Tottenham khi vào sân thay người trong trận đấu Europa League gặp Wolfsberger AC, tỷ số chung cuộc là 4-0.
Vào ngày 19 tháng 8 năm 2021, John có trận đá chính đầu tiên cho Tottenham bằng cách chơi trong trận đấu đầu tiên của giải đấu UEFA Europa Conference League gặp Paços de Ferreira, tỷ số chung cuộc là 1-0.

#### Charlton Athletic (cho mượn)
Vào ngày 27 tháng 1 năm 2022, John gia nhập Charlton Athletic theo dạng cho mượn trong phần còn lại của mùa giải 2021–22. Anh đã ngồi dự bị trong một số trận đấu nhưng không ra sân thi đấu chính thức nào cho Charlton.

## Sự nghiệp quốc tế
Sau khi đại diện cho Anh từ cấp độ U15 đến U17, John đã ra mắt đội tuyển Anh U19 trong chiến thắng 2-0 trước Ý U19 tại St. George's Park vào ngày 2 tháng 9 năm 2021.

## Thống kê sự nghiệp
Tính đến trận đấu ngày 19 tháng 8 năm 2021
| Câu lạc bộ               | Mùa            | Giải đấu       | Giải đấu | Giải đấu  | FA Cup   | FA Cup    | EFL Cup  | EFL Cup   | Châu Âu  | Châu Âu   | Giải đấu khác | Giải đấu khác | Tổng cộng | Tổng cộng |          |           |
| Câu lạc bộ               | Mùa            | Phân hạng      | Trận đấu | Bàn thắng | Trận đấu | Bàn thắng | Trận đấu | Bàn thắng | Trận đấu | Bàn thắng | Trận đấu      | Bàn thắng     | Trận đấu  | Bàn thắng | Trận đấu | Bàn thắng |
| ------------------------ | -------------- | -------------- | -------- | --------- | -------- | --------- | -------- | --------- | -------- | --------- | ------------- | ------------- | --------- | --------- | -------- | --------- |
| Tottenham Hotspur        | 2020–21        | Premier League | 0        | 0         | 0        | 0         | 0        | 0         | 1        | 0         | —             | —             | 1         | 0         |          |           |
| Tottenham Hotspur        | 2021–22        | Premier League | 0        | 0         | 0        | 0         | 0        | 0         | 1        | 0         | —             | —             | 1         | 0         |          |           |
| Tottenham Hotspur        | 2022–23        | Premier League | 0        | 0         | 0        | 0         | 0        | 0         | 0        | 0         | —             | —             | 0         | 0         |          |           |
| Charlton Athletic (loan) | 2021–22        | League One     | 0        | 0         | —        | —         | —        | —         | —        | —         | —             | —             | 0         | 0         |          |           |
| Tổng sự nghiệp           | Tổng sự nghiệp | Tổng sự nghiệp | 0        | 0         | 0        | 0         | 0        | 0         | 2        | 0         | 0             | 0             | 2         | 0         |          |           |

1. ↑  Appearance(s) in UEFA Europa League
2. ↑  Appearance(s) in UEFA Europa Conference League